# Златни къртици
Златни къртици (Chrysochloridae) са семейство плацентни бозайници. 
На вид наподобяват на обикновените къртици и на австралийските торбести къртици, като заемат и съответната екологична ниша в обитаваните си местности. Приликите с тези представители са най-вече в резултат от конвергентна еволюция (а не на родствени връзки).

## Разпространение и местообитание
Обитават Субсахарска, Централна и Южна Африка - oт нос Добра Надежда на юг до Кения на север.
Живеят поединично, водейки основно подземен начин на живот, като си проправят ходове под земята, в търсене на храна, и обитават местности от пустинен до блатист характер.

## Описание
Златните къртици за малки до средни по размер бозайници с гъста космена покривка, която покрива дори очите. На цвят са червеникави, жълтеникави, кафеникави, но винаги с метален оттенък. 
Главата на златната кърстица е сплесната отгоре, а муцунката й е тъпа и пригодена за ровене. Задните им лапички са с 5 пръста, а предните са с 4; третият пръст е снабден с остър нокът.
Хранят с разнообразни безгръбначни и по-рядко дребни гръбначни животни. Зъбната формула е:{\displaystyle {\tfrac {3.1.3.2-3}{3.1.3.2-3}}}. Характерно за всички е, че храносмилателната система завършва в общ с пикочно-половата система отвор-клоака, като по този признак се доближават до някои ранни представители на бозайниците (еднопрохдни, двуутробни) и други групи гръбначни животни.
Раждат от 1 до 3 малки веднъж годишно.

## Класификация
Молекулен и морфологичен анализ на представителите е причина те да бъдат отделени от разред насекомоядни и да бъдат класифицирани в Afrotheria, което ги определя като далечни родственици на аадварка, слоновете, даманите, слонските земеровки и други животни, еволюирали на Черния континент. Семейството е подразделено на 2 подсемейства с общо 9 рода и 21 вида:
СЕМЕЙСТВО CHRYSOCHLORIDAE
- Посдемейство Chrysochlorinae
  - Род Carpitalpa
    - Carpitalpa arendsi

  - Род Chlorotalpa
    - Chlorotalpa duthieae
    - Chlorotalpa sclateri

  - Род Chrysochloris
    - Подрод Chrysochloris
      - Chrysochloris asiatica
      - Chrysochloris visagiei

    - Подрод Kilimatalpa
      - Chrysochloris stuhlmanni

  - Род Chrysospalax
    - Chrysospalax trevelyani
    - Chrysospalax villosus

  - Род Cryptochloris
    - Cryptochloris wintoni
    - Cryptochloris zyli

  - Род Eremitalpa
    - Eremitalpa granti
- Подсемейство Amblysominae
  - Род Amblysomus
    - Amblysomus corriae
    - Amblysomus hottentotus
    - Amblysomus marleyi
    - Amblysomus robustus
    - Amblysomus septentrionalis

  - Род Calcochloris
    - Подрод Huetia
      - Calcochloris leucorhinus

    - Подрод Calcochloris
      - Calcochloris obtusirostris

    - Подрод incertae sedis
      - Calcochloris tytonis

  - Род Neamblysomus
    - Neamblysomus julianae
    - Neamblysomus gunningi